# Fischhof Ágota
Hézer Béláné Fischhof Ágota (Szeged, 1895. június 4. – Budapest, 1976. szeptember 11.) az első magyar szakképzett könyvtárosnő, Móra Ferenc "kisinasa", Moholy-Nagy László múzsája. 

## Életpályája
Egy szegedi zsidó polgári család második gyerekeként látta meg a napvilágot. Édesapja Fischhof Samu gyártulajdonos, édesanyja Léderer Julianna bácskai birtokosleány. Három testvére volt.
Gyerekkorában rendszeresen sportolt: úszott, vívott, teniszezett és korcsolyázott. A Szegedi Atlétikai Klub (SZAK) tagjaként rendszeresen versenyzett. Tanulmányai az Állami Felsőbb Leányiskolában végezte el. Az otthoni környezetben alapos képzésben részesült Heller Ödön, Király-König Péter és Bauer Simonné (Balázs Béla anyja) által. A művészetek iránti vágya miatt érdeklődött a könyvek iránt.
1913-tól kezdődően sűrűn megfordult a Somogyi-könyvtárban. Móra Ferenc hatására kezdett el a könyvtárban dolgozni díjtalan gyakornokként. 1916-ban Tömörkény István és Móra Ferenc támogatásával a berlini Hochschule für Bibliothekarinnen könyvtárosnőképzésére jelentkezett. Ezt 1918-ban végezte el. Emellett a Königliche Bibliothekben dolgozott, majd a bécsi könyvtárakat tanulmányozta. 
Ezt követően 1919-től egészen 1923. augusztus 31-ig a szegedi könyvtár munkatársa volt. Munkájának eredménye a könyvtári tárgyszókatalógus létrehozása. A könyvtári munka mellett könyvismertetéseket írt a Szegedi Naplóban. Juhász Gyula hatására a Szegedi Munkásotthon könyvállományát bővítette.
1924. július 21-én házasságot kötött Hézer Bélával, a Magyar–Olasz Bank Rt. szegedi fiókjának főnökhelyettesével, aki 1918 és 1921 között a Móra család kosztosa volt. Két leánygyerekük született. 1925-ben a házaspár Orosházára költözött, ahol 1957-ig éltek. Ezt követően Budapestre költöztek. 1976. szeptember 11-én, 81 éves korában hunyt el.

## Emlékezete
- Moholy-Nagy László 1918-ban portrét festett róla. Az első, 1919-es szegedi kiállítása során kiállított portrét Móra a "Tahiti Madonna" jelzővel illette.[5]
- Gergely Sándor szobrász megrajzolta az ex librisét.
- Alakját számos festő (Nyilasy Sándor, Heller Ödön, Tevan István) és számos író (Móra Ferenc, Balázs Béla) örökítette meg.[6]
- Juhász Gyula Exlibris – Ágotának című művét írta hozzá.[7]
- A Móra Ferencnek hozzá írt kb. 80 levelét a Magyar Tudományos Akadémia őrzi.
- A szegedi könyvtár 2003-ban egy oklevelet is elnevezett róla, melyet minden évben a kiemelkedő munkát végző könyvtárosnak ítélik oda.[8]